# Hōki
 (décembre 2016).
Si vous disposez d'ouvrages ou d'articles de référence ou si vous connaissez des sites web de qualité traitant du thème abordé ici, merci de compléter l'article en donnant les références utiles à sa vérifiabilité et en les liant à la section « Notes et références ».
Hōki (伯耆町, Hōki-chō) est un bourg situé dans le district de Saihaku, dans la préfecture de Tottori, au Japon.

## Géographie

### Démographie
Au 1er mai 2014, la population de Hōki s'élevait à 11 383 habitants.